# Otto Blome (Amtmann)
Otto Blome (* 23. Februar 1589; † 3. Juni 1645 in Krempelsdorf) war ein schleswig-holsteinischer Gutsbesitzer und Amtmann.

## Leben
Otto Blome war ein Sohn von Henrik Blome (1545–1600) und dessen Ehefrau Abel Rantzau. Er immatrikulierte sich 1610 zum Studium an der Universität Padua. Er wurde 1622 herzoglich schleswig-holstein-gottorfischer Jägermeister und Vogt in  Bollingstedt. Blome gehörte 1623 zu den Mitunterzeichnern der Erneuerung der Union zwischen Dänemark und Gottorf durch Herzog Friedrich III. und König Christian IV. 1631 war er Amtmann in Aabenraa Amt.
Als Gutsbesitzer war Otto Blome Eigentümer von Rastorf (verkauft 1616 an Dorothea von Ahlefeldt), Aschau (1626), Deutsch-Nienhof (1630), Dänisch-Nienhof und Kaltenhof (1638).
Er heiratete 1621 Dorothea Sehested (1606–1640).

## Tod im Duell
Er starb am 3. Juni 1645 bei Krempelsdorf westlich Lübecks im Duell mit dem Lübecker Stadtkommandanten und Besitzer von Gut Basthorst, Oberst Hartwig Asche von Schack, der ebenfalls in diesem Duell fiel. Nach einem ergebnislosen, aber ungeregelten Schusswechsel fielen beide mit verfügbaren Stichwaffen übereinander her und verletzten sich gegenseitig tödlich. Anlass des erbitterten Streits war die Sitzordnung bei einem Festessen, das der Lübecker Domdechant Christoph von Winterfeld († 1654), der Vater des Dompropstes v. Winterfeldt, gegeben hatte.
Während Otto Blome auf seinem Gut bestattet wurde, erhielt Hartwig Asche von Schack in Lübeck gegen den erbitterten Widerstand der örtlichen Geistlichkeit ein kirchliches Begräbnis mit allen militärischen Ehren. Der Pastor der Lübecker Marienkirche Michael Siricius hielt daraufhin am 13. Juni 1645 als Reaktion auf dieses Duell eine Strafpredigt gegen alle Todtschläger, Duellanten, unnd Balger, die gedruckt verbreitet wurde und auch die entsprechenden obrigkeitlichen Verordnungen gegen Duelle anführte.